# Kim Eui-tae
Kim Eui-tae, kor. 김 의태 (ur. 2 czerwca 1941) – koreański judoka, brązowy medalista olimpijski z Tokio.
Reprezentował Koreę Południową. Brał udział w dwóch igrzyskach (IO 64, IO 72). W 1964 zajął trzecie miejsce w wadze do 80 kilogramów. Dwukrotnie był brązowym medalistą mistrzostw świata: w kategorii open (jedynej rozgrywanej) w 1961 i do 80 kg w 1965.